# Ugrómakifélék
Az ugrómakifélék (Indriidae) a főemlősök (Primates) rendjén belül a  makialakúak (Lemuriformes) alrendi ágába tartozó emlőscsalád, amihez
három nem és öt faj tartozik.
Az ugrómakifélék családjába nagy testű, Madagaszkáron honos félmajmok tartoznak. Fán élő fajok, melyek azonban alkalmanként a talajra is leereszkednek, ahol felegyenesedve, két lábon ugrálva közlekednek. Az ugrómakifélék kizárólag növényekkel táplálkoznak, elsősorban leveleket esznek. Családi közösségekben élnek.  Állatkertekben csak néhány fajukat tartják, azok is igen ritkák.

## Rendszerezés
A családhoz az alábbi nemek és fajok tartoznak:
- Gyapjasmakik (Avahi) Jourdan, 1834 –  9 faj
  - Bemahara gyapjasmaki (Avahi cleesei)
  - keleti gyapjasmaki (Avahi laniger)
  - Moore-gyapjasmaki (Avahi mooreorum)
  - nyugati gyapjasmaki (Avahi occidentalis)
  - sambiranói gyapjasmaki (Avahi unicolor)
  - Peyrieras-gyapjasmaki (Avahi peyrierasi)
  - déli gyapjasmaki (Avahi meridionalis)
  - Ramanantsoavana-gyapjasmaki (Avahi ramanantsoavani)
  - betsileoi gyapjasmaki (Avahi betsileo)

- Ugrómakik (Indri) É. Geoffroy Saint-Hilaire & Cuvier, 1796 – 1 faj
  - indri (Indri indri)

- Szifakák (Propithecus) Bennett, 1834 – 9 faj

Diadémszifaka csoport, 4 faj
- diadémszifaka (Propithecus diadema)
- Edwards-szifaka (Propithecus edwardsi)
- selymes szifaka (Propithecus candidus)
- Perrier-szifaka (Propithecus perrieri)

Verreaux-szifaka csoport, 5 faj
- Verreaux-szifaka (Propithecus verreauxi)
- Coquerel-szifaka (Propithecus coquereli)
- Decken-szifaka (Propithecus deckenii)
- koronás szifaka (Propithecus coronatus)
- aranykoronás szifaka (Propithecus tattersalli)

## Külső hivatkozások
- ITIS szerinti rendszerbesorolása